# Kościół Świętych Apostołów Piotra i Pawła w Wierzchucinie Królewskim
Kościół Świętych Apostołów Piotra i Pawła w Wierzchucinie Królewskim – rzymskokatolicki kościół parafialny należący do parafii pod tym samym wezwaniem (dekanat Mrocza diecezji bydgoskiej).
Jest to świątynia wzniesiona na miejscu poprzedniej, w latach 1930–31, w stylu neobarokowym. Kościół posiada wystrój wnętrza w stylu rokokowym. Budowla jest murowana i otynkowana. Budowę świątyni zainicjował ksiądz Bolesław Paluchowski.